# John from Cincinnati
John from Cincinnati es una serie de televisión estadounidense transmitida por HBO, que aborda las vidas de tres generaciones de una familia disfuncional de surfistas profesionales, que les cambia la vida cuando llega un sujeto -John Monad- a Imperial Beach, California. La serie es producto de la colaboración entre el escritor y productor David Milch y el autor Kem Nunn.
Fue estrenada en Estados Unidos el 10 de junio de 2007 y en Latinoamérica el 9 de agosto del mismo año.

## Reparto
| Actor/Actriz        | Personaje                          |
| ------------------- | ---------------------------------- |
| Bruce Greenwood     | Mitch Yost                         |
| Rebecca De Mornay   | Cissy Yost                         |
| Brian Van Holt      | Mitch "Butchie" Yost II            |
| Austin Nichols      | John Monad                         |
| Ed O'Neill          | Bill Jacks                         |
| Luke Perry          | Linc Stark                         |
| Luis Guzmán         | Ramón Gaviota                      |
| Matt Winston        | Barry Cunningham                   |
| Willie Garson       | Meyer Dickstein                    |
| Greyson Fletcher    | Shaun Yost                         |
| Keala Kennelly      | Kai                                |
| Jim Beaver          | Vietnam Joe                        |
| Garret Dillahunt    | Dr. Michael Smith                  |
| Dayton Callie       | Steady Freddie López               |
| Emily Rose          | Cass                               |
| Paul Ben-Victor     | Palaka                             |
| Chandra West        | Tina Blake                         |
| Mark-Paul Gosselaar | Jake Ferris                        |
| Matt Maher          | Dwayne                             |
| Paula Malcomson     | Jerri                              |
| Rachel Ticotin      | Mujer en celda (temporada 1, 2007) |